# Кишеєвка
Кишеєвка (рос. Кишеевка) — присілок в Думіницькому районі Калузької області Російської Федерації.
Населення становить 2 особи. Входить до складу муніципального утворення Село Которь.

## Історія
Від 2004 року входить до складу муніципального утворення Село Которь.

## Населення
| 2002 | 2010 | 2012 |
| ---- | ---- | ---- |
| 7    | ↘3   | ↘2   |